# Шефа Амр
Шефа Амр је већински арапски град у Северном округу државе Израел. Имао је 41.558 становника 2018, од којих су већина била арапски муслимани сунити, а мањина арапски хришћани и Друзи.

## Етимологија
Палмер је забележио да име града значи: „ивица или руб Амра”. Постоји погрешно локално веровање да име града значи исцељење Амара.

## Историја

### Древна времена
Зидине, комадићи керамике из бронзаног и гвозденог доба, хеленистичке ере и Римског царства откривени су на археолошким налазиштима у Шефа Амру.
Насеље је постојало без прекида још од римског доба, у ком је Шефа Амр поред још једног броја градова поменут у Талмуду као седиште јеврејског Санхедрина. Истраживањем западне Палестине у организацији британског Фонда за Истраживање Палестине (PEF) крајем деветнаестог века, документовано је постојање декорисаних пећина гробница. Откривено је да су пећине хришћанске гробнице из византијског доба, које датирају из 5. и 6. века н.е. Пронађени су и грчки натписи.
Археолошка истраживања пећина и каменолома открила су да су употребљавана у доба Римљана и Византије. Нека од археолошких открића укључују византијске објекте, укључујући цркву и гробнице.
У јужној четврти старог града извршено је археолошко ископавање, којим су из пет слојева налазишта, од касног византијског до раног омајадског доба, откривени многи артефакти, који укључују табун, плочник направљен од малог камења, мозаички плочник који је вероватно био део газишта пресе за грожђе која је служила за производњу вина, мала четвртаста преса за грожђе за производњу вина, ручно рађена посуда кратер, увезена кипарска чинија и отворени лонац за кување. Такође су откривене стаклени и керамички судови.

### Средњи век
Под крсташима место је било познато под именима „Сафран”, „Сафаранум”, „Каструм Зафетанум”, „Сафар каструм” или „Кафрам”. Крсташи су у селу изградили тврђаву, коју су користили Витезови Темплари. У подножју дворца било је утврђено насеље са црквом, у коме су живели или локални хришћани или крсташи. Село, тада звано „Шафар Ам”, је користио између Саладин између 1190–1191 и 1193-1194 као војну базу за нападе на Акру.
До 1229. насеље је поново било у крсташким рукама, а што су признали султан Бајбарс мировним уговором 1271. и султан Калаван 1283. Италијански монах Риколдо да Монтекроче посетио је село 1287–88 и забележио да има хришћанских становника. Изгледа да је пало под контролу Мамлука до 1291. године, како је забележено када је султан Ал-Ашраф Халил доделио приход града добротворној организацији у Каиру.

### Османско доба
Током раног периода Османске власти у Галилеји, 1564. године, приходи села Шефа-Амр били су додељени новом вакфу Хасеки Султан Имарет у Јерусалиму, кога је основала Хасеки Хурем султанија (Рокселана), супруга Сулејмана Величанственог. У првим деценијама тог века поменут је веома мали број Јевреја, а на крају века ниједан.
Ферман из 1573. спомиње да је Шефа-Амр био међу групом села из нахије Ако (Акра или Ака) која су се побунила против османске управе. До 1577. село је сакупило арсенал од 200 мушкета. У тефтеру (катастарски порески попис) из 1596. године, Шефа-Амр је наведена као део нахије Акре, која је била део Санџака Сафад, те године је имала 83 домаћинства („кана”) и осам неожењених, који су сви били муслимани. Укупан приход је био 13.600 акча, од чега је већина дата у фиксном износу. Део прихода су некада чинили и опорезиви производи, као што су козе и кошнице, а становници су такође плаћали за власништво или коришћење пресе за цеђење маслина, која је служила за производњу маслиновог уља.
Тек је у 18. веку село добило на значају. Почетком века село је било под контролом шеика Али Зајданија, ујака Захира ал-Умара и водећег шеика доње Галилеје. Такође је познато да је у селу постојао дворац, могуће већ 1740. године. Након успона Захира ал-Умара на власт 1740-их, Али Зајданија је заменио његов нећак, Осман; син Захира. Након Захирове смрти 1775. године, Џазар Ахмед-паша је дозволио Осману да остане гувернер Шефа-Амра у замену за обећање о лојалности и авансно плаћање пореза. Џазар Ахмед-паша је дозволио да тврђава остане нетакнута упркос наредбама Цариграда да треба да буде уништена. Several years later Uthman was removed and replaced with Ibrahim Abu Qalush, an appointee of Jazzar Pasha.
Током овог периода, Шефа-Амр је био регионални центар од одређеног значаја због свог положаја у срцу подручја у коме је узгојан памук и због његових природних и вештачких баријера које су служиле за одбрану. Значај памука за развој Шефа-Амра био је од суштинског значаја. Пореске пријаве за село сведоче о великим приходима који су очекивани од ове културе. Постоје индикације о јеврејском присуству у Шефа-Амру, које потичу из 18. веку. На карти Пјера Жакотена из времена Наполеонове инвазије на Египат и Сирију (1799), приказано је место названо „Кафа Амр”.
Џејмс Фин известио је 1877. године о томе да „Друзи чине већину становника. Има неколико муслимана и неколико хришћана, али 1850. било је и тридесет јеврејских породица пољопривредника, које су узгајале жито и маслине на сопственом имању, која су већим делом била породично наслеђе; неки од њих су били алжирског порекла. Имали су сопствену синагогу и овлашћеног месара (за припрему кошер хране), а њихов број је раније био значајан”. Међутим, „у каснијем периоду су се свели на две породице, а остале су се преселиле у Хаифу, јер је та лука значајно економски оснажена”. Кондеру и Киченеру, који су посетили Шефа Амр 1875. године, речено је да у месту живи „2.500 душа - 1.200 су били муслимани, а остали Друзи, Грци и Латини”. Локална популација Друза знатно је смањена током 1880-их, јер се велики број њених чланова преселио на исток у равницу Хауран, да би избегао регрутацију коју су вршиле османске власти.
Попис становништва из око 1887. године показао је да Шефа Амр има око 2.750 становника; 795 муслимана, 95 гркокатолика, 1.100 католика, 140 латина, 175 маронита / протестаната, 30 Јевреја и 440 Друза.

### Доба Британског мандата над Палестином
У време пописа становништва у Палестини 1922. године, Шефа Амр је имао 2.288 становника, од чега 1.263 хришћана, 623 муслимана и 402 Друза. Од хришћана, 1.054 су били мелкити, 94 англиканци, 70 римокатолици, 42 грко-православни и 3 маронити. Према резултатима пописа становништва у Палестини 1931., Шефа Амр је имао 629 насељених кућа и становништво састављено од 1.321 хришћана, 1.006 муслимана, 496 Друза, и 1 Јеврејина. Још 1.197 муслимана у 234 насељене куће, забележено је у предграђима Шефа Амра.
Статистички подаци које је прикупила влада Британског мандата над Палестином (1945), показали су да је градско становништво сачињено од 1.560 хришћана, 1.380 муслимана, 10 Јевреја и 690 других (вероватно Друза), а сеоско становништво од 3.560 муслимана.

### Држава Израел
Шефа Амр је 1948. освојила Израелска војска током прве фазе Операције Декел, између 8. и 14. јула. Друско становништво је активно сарађивала са израелском војском. Муслиманска четврт је била јако гранатирана и хиљаде становника је побегло у Сефорис. Након пада Назарета неким избеглицама било је дозвољено да се врате својим кућама. Уведено је било ванредно стање, које је војсци дало велика овлашћења, становништво је морало строго да га поштује. У новембру 1949. године група угледих личности из Шефа Амра дала је израелској војсци списак од преко 300 нелегалних становника у граду. Војна власт (ванредно стање) трајала је до 1966.
Дана 16. маја 2004. године Вехеби Мохин, мушкарац у шездесетим година, убио је Манал Наџиб Абу Раид, своју снају удовицу, супругу свог сина и мајку две унуке. Убијеној Манал, муж је умро од рака две године раније, а она је живела у кући мужевих родитеља, у друском селу Далијат Ел Кармел, у близини Хаифе. Након овог догађаја започео је сукоб између породице убијене и породице убице. Коначно помирење десило се 27. фебруара 2009, када је око 300 чланова породице, достојанственика и становника мешовитог града Шефа Амр и претежно друског града Далијат Ел Кармела учествовало у ритуалу помирења. Они су се окупили, заједно са хришћанским и муслиманским достојанственицима, укључујући градоначелнике двају градова, посланике парламента (Друзе и Муслимане), верског вођу израелских Друза и велики број верских вођа Друза из многих друских села на северу Израела. Након говора, достојанственици су потписали споразум сулху (помирење), и након што је проглашено да је документ службено одобрен, убицина породица је предала вођи комитета сулхе, шеику Муафаку Тарифу, торбу у којој је била одштета у новцу (дија  − „новац за крв”), а Тариф је торбу предао рођацима убијене жене. Торба је садржала 200.000 шекела (око 50.000 $). То је отприлике половина уобичајеног износа исплате за помирење, али је убицина породица одбила да донесе више новца, тврдећи да нема ресурса и да не може да банкротира због „лудог” ујака.
Дана 4. августа 2005. израелски војни дезертер, Еден Натан-Зада, отворио је ватру у градском аутобусу, убивши четири арапска становника и ранивши двадесет и два друга. Након пуцњаве, Натан-Заду је савладала руља, линчовала га и каменовала до смрти. Према изјавама сведока, возач аутобуса био је изненађен када је видео јеврејског војника са јармулком на глави, који се кретао ка Шефа-Амру јавним аутобусом, па је питао Натан-Заду да ли је сигуран да жели да настави својим путем. Четири смртно страдале особе биле су Хазар и Дина Турки, две сестре у раним двадесетима, и два мушкарца, Мишел Бахут (возач аутобуса) и Надер Хајек. Неколико дана након напада жртве су сахрањене, а погребима је присуствовало око 40.000 људи. Сестре су сахрањене на муслиманском гробљу, а мушкарци на хришћанском католичком гробљу. Рањени су одведени у болницу Рамбам у Хаифи. Општина Шефа-Амр поставила је споменик у знак сећања на жртве.

## Географија
Шефа Амр је древни град који се налази у Северном округу државе Израел, на улазу у Галилеју. Налази се 13 km од обале Средоземног мора и 20 km од сваког од три града, Хаифа, Ако (Акра или Ака) и Назарет, где су многи становници Шефа Амра запослени. Град се налази на седам брда, одакле потиче надимак града „Мали Рим”. Надморска висина града и његов стратешки положај као веза између долина и планина Галилеје више од једном учинили су га средиштем свог округа, посебно у периоду Османа, сина Захира ал-Умара, који је у њему саградио дворац и око њега куле. Хаифски залив са морем који се протеже између Хаифе и Акре, као и високе планине Галилеје и долине које окружују град, могу се видети са високих места у граду.

## Политика и локална власт
Ибрахим Нимр Хусеин, бивши градоначелник Шефа Амре, био је председник Комитета арапских градоначелника у Израелу (касније Арапски пратећи комитет) од његовог оснивања 1975.
У Шефа-Амру је 1981. основана НВО за промоцију здравствене заштите у арапској заједници. Звала се - „Арапско Национално Друштво за Здравствене Услуге и Истраживање”.
Након израелске инвазије на Либан 1982. године, градоначелник Ибрахим Нимр Хусаин формирао је „Врховни комитет за истрагу” инспирисан комитетом који је формиран након „Дана земље”. Састојао се од 11 шефова локалних савета, као и арапских чланова Кнесета. До деведесетих година 20. века одбор, који се састајао у Назарету, је проширен и постао мини-парламент који представља Палестинце у Галилеји.
Према Инецњузу (енгл. Ynetnews), у јануару 2008. градоначелник Урсан Јасин се састао са званичницима израелског државног комитета поводом прослава 60. годишњице независности Израела и саопштио да Шефа Амр намерава да учествује у прославама.
Током 2011. године, 7.000 хришћана, друза и муслимана одржало је марш солидарности у знак подршке хришћанима у Ираку и Египту који су изложени насиљу због верског прогона.

## Демографија
У Шефа Амру је 1951. живело 4.450 становника, од којих је око 10% било интерно расељених из других села. Током раних 1950-их, око 25.000 дунума земље Шефа Амра је експроприсано следећим методом: земља је проглашена затвореном војном области, а након што је прошло довољно времена да постане правно некултивисана (необрађивана), министар пољопривреде искористио је своја овлашћења да „осигура да ће бити обрађивана” дајући га суседним већински јеврејским насељима. Део те земље је и раније био у власништву Јевреја. Још 7.579 дунума је експроприсано у 1953–1954. Укупна површина земље у власништву сељана је пала са 58.725 дунума 1945. на 10.371 дунума 1962.
Разнолика популација Шефа Амра, састављена од неколико различитих верских заједница даје граду релативно космополитски и мултикултурни амбијент.
Према Државном заводу за статистику Израела (ДЗС), у 2012. години етничка структура града је била прилично хомогена, јер су израелски Арапи чинили приближо 100% становништва, али верска структура је била хетерогена, арапско становништво је било распоређено на 60,5% муслимана, 25,2% хришћана и 14,3% друза. Према подацима ДЗС-а, у 2012. години у граду је било 38.300 регистрованих грађана.
Старосна структура је била следећа:
| Проценат (%)                               | 40,4 | 14,9 | 21,1 | 17,8 | 5,7 |
| Извор: Државни завод за статистику Израела |      |      |      |      |     |

Становништво Шефа Амра током година:

## Економија
Према подацима Државног завода за статистику Израела, у граду је 2012. живело 12.494 запослених и 1.062 самозапослених радника. Просечна месечна плата запосленог радника у граду 2012. износила је 5.412 шекела. Запослени мушкарци су имали просечну месечну плату од 6.312 шекела у поређењу са 3.904 шекела колико су примале жене. Просечни приход самозапослених је био 7.381 шекела. Накнаду за незапослене је примало 235 људи, а 3.971 је примало загарантоване приходе.

## Образовање и култура
У Шефа Амру су 2012. постојале 24 школе, које је похађало 9.459 ученика: 15 основних школа са 5.360 ученика и 13 средњих школа са 4.099 ученика. У источном делу града, Мифал ХаПајис је изградио јавни рачунарски центар, јавну библиотеку, велику дворану за приредбе и још много тога.
Шефа Амр је такође седиште основне школе Тамрат Ел Зеитун (око 150 ученика), која је позната по томе што је заједно похађају муслимански, хришћански и друски ученици и која је једина арапскојезична Валдорфска школа. У сарадњи са васпитачима из Валдорфске школе у Хардуфу, развила је језични наставни план и програм прилагођавајући разлике између писаног и говорног арапског језика. Школа слави верске празнике све три религије.
Конзерваторијум Бета Алмузика (енгл. Beit Almusica) основао је 1999. године музичар Амер Нахлех у центру Шефа Амре. Нуди целогодишње програме студија музике на различитим инструментима, а одржава и музичке наступе и концерте. Сваке године Шефа Амр одржава музички фестивал познат под називом „Форт Фестивал”. Арапска деца из целе земље се такмиче у певању класичних арапских песама, а победник постаје „Глас године”. „Ба ат хор”, чији је оснивач Рахиб Хадад, наступа широм земље и учествује у многим међународним манифестацијама. Певач Рим Талхами наступа широм арапског света. Прослављени свирач уде и виолиниста Тајсир Елиас, који је део особља Бета Алмузика, је композитор, диригент и музиколог који такође предаје на Универзитету Бар-Илан.
Прве представе у Шефа Амру изводили су 1950-их хришћански извиђачи (скаути). Од 1970-их отворила су се многа позоришта, међу њима позоришта „синови Шефа Амра”, „Атар”, „кућа омладине”, „Алгурбал Ал Шефа Амри” и „Ал Уфок”. Највеће позориште у граду је установа Гурбал која је арапско национално позориште. Саид Саламе, глумац, комичар и пантомимиста, основао је тродневни међународни фестивал пантомиме који се одржава сваке године.
Шефа Амр је познат по свом сладоледу на бази мастике (биљне смоле), „бозет Шефа Амр”. Компанија за производњу кафе „Нахлех” је водећи арапски произвођач кафе у Израелу. У деловима старог града су отворени нови ресторан-кафићи, који су постали најпопуларнија места на којима млади Шефа Амра проводе своје слободно време и посебне пригоде. Awt Cafe је почео да одржава музичке вечери на којима локални певачи и свирачи инструмената, укључујући уду и друге, наступају за публику. Овакви догађаји су допринели популаризацији ноћног живота локалног становништва.

## Знаменитости и верска места
- Гувернер регије Захир ал-Умар саградио је тврђаву 1760. године да би осигурао прилаз Галилеји. Тврђава је саграђена на остацима крсташке тврђаве која се звала „Ле Сефрам”. У приземљу тврђаве држани су коњи, а први спрат је служио као Захиров стамбени простор. Захирова тврђава се сматра највећим преживелим утврђењем у Галилеји. Након успостављања државе Израел, тврђава је коришћена као полицијска станица. После изградње нове станице у четврти „Фавар“, реновирана је и преуређена у омладински клуб, који је касније затворен.[54]
- „Кула” или „Ал Бурџ” је старо утврђење крсташа које се налази у јужном делу града.

- Стара пијаца Шефа Амра некада је била средиште живота града. Данас је све што је остало само једна кафана у којој се старији мушкарци свакодневно окупљају како би се играли тавлу и пили кафу. Према речима градоначелника Шефа Амра Нахеда Хазема, влада је обезбедила буџет за изградњу и оживљавање старе пијаце и развој подручја око тврђаве као туристичке атракције.
- Древна синагога Шефарам је стара синагога која је била саграђена на месту још старије грађевине. Забележено је да је била активна 1845. године. Кључеве синагоге чува муслимански становник града.[55] Синагога је обновљена 2006. године. Гробница Рабина Јуде бен Бабе, познатог рабина из 2. века, кога су Римљани заробили и погубили, још увек постоји и многи јеврејски верници је посећују.
- Гробнице из времена владавине Византије се налазе у средишту града. У њима се налазе гробови хришћана из 5. и 6. века. Улази у гробницу украшени су скулптурама лавова и грчким натписима који спомињу Исуса.[4]
- У центру града, где се данас налази Самостан сестара из Назарета, постојала је црква Св. Јакова из 4. века. Ова црква се помиње у белешкама историчара хришћанске цркве, мада је првобитну цркву заменио манастир. Преживели су неки мермерни стубови, слични онима који су коришћени за изградњу најранијих цркава.
- Црка Светих апостола Петра и Павла налази се на једном од градских врхова у близини тврђаве, има високи звоник и велику љубичасту куполу. Цркву је саградио Осман, који је обећао да ће је саградити уколико његово утвђење буде успешно завршено. Зидови цркве су почели да слабе и 1904. године цела црква је ојачана и обновљена. Ово је главна црква локалне грко-католичке верске заједнице.
- Џамија Али Ибн Аби Талиба („Стара џамија”) саграђена је у близини дворца у време Сулејман-паше ел-Адила.

## Познате личности
- Карима Абуд
- Хасан Алиан, први командир „бригаде голани” који није био Јеврејин
- Мансур Ф. Армали
- Захи Армели (рођен 1957), бивши фудбалер
- Mohammad Barakeh
- Емил Хабиби (1922–96), израелско-палестински хришћанин писац и комунистички политичар